# Cichlidophilie
La cichlidophilie est la partie de l'aquariophilie qui s'intéresse aux Cichlidés. Le terme « cichlidophilie » est né au début des années 1980 lorsque quelques personnes se sont groupées et ont créé « l'Association France Cichlid » (Jean-Claude Nourissat, Jean Carlus, Robert Allgayer, pour ne citer que les principaux membres fondateurs). Cette association regroupe environ 1 100 membres à l'heure actuelle.
Chaque année un congrès de deux jours attire un nombre important de personnes (membres ou simples passionnés), des conférences, des rencontres et une énorme bourse aux poissons en font un événement incontournable. Selon les années cela se passe à Revel (Haute-Garonne), Vichy (Allier), Laxou (Meurthe-et-Moselle).
Une partie de la communauté cichlidophile s'est retrouvée sur internet, où des sites de passionnés d'une grande richesse apportent leur pierre à l'édifice. Une majorité de cichlidophiles (amateurs de poissons de la famille des cichlides) ne sont pas dans des structures associatives et vivent de manière totalement autonome leur passion. Internet a permis une ouverture de cette passion à un nombre plus élevé d'amateurs, leur fournissant des informations qui jusqu'alors ne circulaient qu'au sein de structures associatives par le biais de publications. Plusieurs associations spécialisées s'occupant chacune de certaines espèces particulières en raison de leurs origines géographiques ont vu le jour depuis une quinzaine d'années, répondant de façon plus pointues aux besoins d'informations, citons par exemple l'association Haplochromis, spécialisée dans les haplochrominiens de la sous-région du lac Victoria, le groupe Madagascar qui traite des cichlidés de cette grande île, etc.

## Publications
- L'an Cichlidé vol. 11 (2012), par Jean-Sébastien ROUX
- Médiathèque de l'association.